# Campanula pangea
Campanula pangea är en klockväxtart som beskrevs av Per Hartvig. Campanula pangea ingår i släktet blåklockor, och familjen klockväxter. Inga underarter finns listade i Catalogue of Life.